# Kirstie James
Kirstie James (Auckland, 25 maggio 1989) è un'ex pistard neozelandese.

## Palmarès

### Pista
- 2015

Campionati oceaniani, Inseguimento a squadre (con Holly Edmondston, Alysha Keith e Elizabeth Steel)
- 2017

Campionati neozelandesi, Scratch
4ª prova Coppa del mondo 2017-2018, Inseguimento a squadre (Santiago del Cile, con Bryony Botha, Rushlee Buchanan e Racquel Sheath)
Campionati oceaniani, Corsa a punti
Campionati oceaniani, Inseguimento individuale
- 2018

Campionati oceaniani, Inseguimento a squadre (con Michaela Drummond, Rushlee Buchanan, Racquel Sheath e Bryony Botha)
- 2019

5ª prova Coppa del mondo 2018-2019, Inseguimento a squadre (Cambridge, con Racquel Sheath, Michaela Drummond, Rushlee Buchanan e Bryony Botha)
Campionati neozelandesi, Inseguimento individuale
Campionati neozelandesi, Scratch
Campionati neozelandesi, Corsa a punti
Campionati oceaniani, Inseguimento individuale
Campionati oceaniani, Inseguimento a squadre (con Jessie Hodges, Emily Shearman e Nicole Shields)
4ª prova Coppa del mondo 2019-2020, Inseguimento a squadre (Cambridge, con Rushlee Buchanan, Holly Edmondston, Bryony Botha e Jaime Nielsen)
- 2020

Campionati neozelandesi, Inseguimento individuale
- 2021

Campionati neozelandesi, Inseguimento a squadre (con Nicole Shields, Emily Paterson e Rylee McMullen)
Campionati neozelandesi, Corsa a punti

## Piazzamenti

### Competizioni mondiali
- Campionati del mondo su pista

Hong Kong 2017 - Inseguimento a squadre: 3ª
Hong Kong 2017 - Inseguimento individuale: 14ª
Apeldoorn 2018 - Inseguimento a squadre: 6ª
Apeldoorn 2018 - Inseguimento individuale: 6ª
Pruszków 2019 - Inseguimento a squadre: 3ª
Pruszków 2019 - Inseguimento individuale: 4ª
Berlino 2020 - Inseguimento a squadre: 6ª
Berlino 2020 - Inseguimento individuale: 13ª
- Giochi olimpici

Tokyo 2020 - Inseguimento a squadre: 8ª
Tokyo 2020 - Velocità: 27ª